# Parque Zoológico Municipal Quinzinho de Barros
El Parque Municipal Zoológico Quinzinho de Barros - Zoológico Municipal de Sorocaba es un Zoo en el municipio de Sorocaba Estado de São Paulo en Brasil y es considerado el segundo zoológico en Brasil en número de especies.
Ubicado en la Villa Hortensia, en la ciudad de Sorocaba, en un área de unos 130.000 m², tiene dentro de un rango de selva de transición en la etapa secundaria, un lago, y el Museo Histórico Sorocabano ubicado en el 1992, de acuerdo con una encuesta realizada por la Sociedad Zoológica de Brasil, un total de 1487 ejemplares de 353 especies de mamíferos, aves y reptiles, con el 70% pertenece fauna brasileña, y entre ellas 36 especies amenazadas de extinción.
Con calificación "A", el más alto otorgado por el IBAMA, el zoológico es una referencia en América Latina con lo que se refiere al ocio, investigación, conservación y educación ambiental y en 2007 recibió más de un millón de visitantes, incluyendo estudiantes de 81 ciudades de São Paulo.
El trabajo desarrollado reciben el apoyo y el reconocimiento de diversas entidades nacionales e internacionales, como el Instituto Smithsoniano, World Wide Fund for Nature, U.S. Fish and Wildlife Service, entre otros.
Recibe una visita anual de 600.000 personas.

## Historia
En el momento de la fundación de Sorocaba, en 1654, la ciudad poseía varias áreas, llamadas "de ancho", que se utilizaron para el montaje de escenarios improvisados para representaciones teatrales, reuniones festivas de la población local o incluso a detener las tropas de mulas en el momento de "Tropeirismo". Estos ancho, con el paso del tiempo terminó dando origen a las plazas de hoy y parques de la ciudad.
Jardines de animales
El 1 de enero de 1899 abrió el "Jardín de Largo", más tarde llamada Plaza Frei Baraúna. Es más amplio que el 15 de enero de 1916 fue el "Jardín de las Bestias", donde permaneció especies de la fauna brasileña, como jaguares, monos, venados, osos perezosos, cocodrilos, serpientes y aves, especialmente guacamayos, donde permaneció hasta el año 1930.
En 1965, el Municipio de Sorocaba, a fin de explorar una amplia zona a lo largo del Río Sorocaba, construyó un parque para el público local. Algunos vecinos sugirieron la inclusión de algunos animales en el recinto para ayudar con su adorno y luego fueron puestos en exhibición hay algunas aves, sucedido por otras aves, dos monos capuchinos, un acuario y así comenzó el segundo "Jardín de las Bestias "Inaugurado en 1966 y denominado" Jardín de la red. "
Inauguración Quinzinho de Barros
El 20 de octubre de 1968 después de la transferencia de la propiedad Quinzinho de Barros, perteneciente a la familia Prestes de Barros del municipio de Sorocaba, por acción de expropiación y el cambio de simpáticos animales en el Jardín de los márgenes de la caja se inauguró el "Parque Zoológico Municipal Quinzinho de Barros" en la presencia de una audiencia de más de dos mil personas.
Actividades educativas
El Quinzinho, como es llamado por los lugareños, inició sus actividades educativas en 1979, a través de la iniciativa del entonces Secretario de Educación y Cultura del municipio y el director del zoológico. En este punto, el parque ya no está presente en los animales como un escaparate para convertirse en un salón de clases.
En 1988 se creó el Centro de Educación Ambiental, una biblioteca especializada en el medio ambiente, con la literatura infantil y el arte, un museo de la zoología, una sala de conferencias y dormitorios para los alumnos de otras ciudades en la formación. Más tarde, en la popularización de la investigación, fue el "Los científicos de laboratorio de la Naturaleza."
Los tiempos actuales
El zoológico fue renovado en 2004 y recintos ahora incluye las más modernas técnicas de visualización, tales como zanjas para los monos, aviario donde los visitantes tienen la oportunidad, una vez dentro, mirar los pájaros que vuelan alrededor y grandes paneles de vidrio que permiten la observación de los osos, nutrias y otros animales.
Además de la capacitación a los veterinarios y biólogos de todo el país, el Parque Zoológico Municipal Quinzinho de Barros es responsable de adiestrar a los soldados, suboficiales y oficiales de la Policía Forestal del Estado de Sao Paulo.